# Conophyma baludzhianum
Conophyma baludzhianum is een rechtvleugelig insect uit de familie Dericorythidae. De wetenschappelijke naam van deze soort is voor het eerst geldig gepubliceerd in 1946 door Mishchenko.